# Monomorium khalidi
Monomorium khalidi (лат.) — вид мелких муравьёв рода Monomorium из подсемейства мирмицин. Назван в честь Khalid Amr.

## Описание
Мелкие муравьи длиной около 3 мм (от 2,31 до 3,16 мм). От близких видов отличается следующими признаками: двухцветная окраска (голова, грудь и стебелёк красновато-коричневые, а брюшко чёрное); короткий скапус, не доходящий до заднего края головы при виде анфас; обильная мезосомальная волосистость; прямой контур промезонотума; густо сетчато-пунктированные поверхности головы, мезосомы, петиоля и постпетиоля; промезонотум дорсально несёт не менее пяти-шести пар волосков, промезонотум и проподеум имеют у каждого по три пары волосков.
Усики с 3-члениковой булавой. Усиковые бороздки отсутствуют. Стебелёк между грудкой и брюшком состоит из двух члеников: петиолюса и постпетиолюса (последний четко отделен от брюшка), жало развито. Включён в состав видовой группы Monomorium salomonis species-group. Он больше всего похож на Monomorium junodi Forel, 1910 из Южной Африки и арабский вид Monomorium nitidiventre.

## Распространение
Ближний Восток: Саудовская Аравия. Типовая местность, Шада Аль-А’ла (Shada Al A’la), представляет собой заповедник, расположенный в провинции Аль-Бахах (Al Bahah) на юго-западе Саудовской Аравии на высоте от 470 до 2222 м. Местность характеризуется относительно большим количеством осадков, разнообразной средой обитания и высоким биоразнообразием, а также наличием больших площадей террасных полей, используемых для выращивания бананов, кофе, инжира и лимона. В регионе имеется разнообразный дикий растительный покров, включая растения из семейств бобовых (Fabaceae), сложноцветных (Asteraceae) и злаковых (Poaceae). Акация (Fabaceae) и можжевельник (Cupressaceae) являются наиболее доминирующими растениями. В Шада Аль-А’Ала обитает большое количество эндемичных животных, включая птиц, млекопитающих и насекомых.